# Ltyentye Apurte Community
La Communauté Ltyentye Apurte, aussi appelée Santa Teresa, est une communauté Arrernte d'indigènes dans la zone d'administration locale du comté de MacDonnell, dans le Territoire du Nord, en Australie.

## Géographie
La localité est située à environ 80 km au sud-est d'Alice Springs.
La communauté compte 555 membres en 2011.

## Histoire
Les Missionnaires du Sacré-Cœur, venant d'Arltunga s'installent à Santa Teresa en 1953.
Une école et des dortoirs sont aménagés pour accueillir des garçons et des filles autochtones âgés de 5 à 17 ans.
Des soins de santé sont proposés.
Le frère Thomas Dixon prend en charge le culte.
Le Keringke Arts Centre s'établit en 1989.
Depuis 2007, des femmes de la communauté peignent des croix religieuses qui sont exportées vers les églises catholiques du monde entier
D'après les données du recensement de 2011, Santa Teresa est l'endroit le plus catholique d'Australie.

## Administration
La communauté est gérée par le conseil gouvernemental qui coordonne les services de santé dont une salle de dyalise et d'autres équipements.
Une école se trouve dans la localité, ainsi qu'un local pour la police, une piste d'atterrissage et une église catholique.
Depuis le 1er juillet 2008, le comté de MacDonnell (en) prend en charge l'administration locale dans le cadre du Territoire du Nord.

## Awards
En 2019, la communauté Ltyentye Apurte remporte l'Australian Tidy Towns Awards competition, elle est nommée Australian most sustainable Community.